# Opernturm
OpernTurm är en skyskrapa i Frankfurt, Tyskland. Byggnaden uppfördes 2007-2010och är 170 meter och 42 våningar hög. Skyskrapan innehåller kontor, bland annat den schweiziska banken UBS:s huvudkontor för Tyskland.
På platsen låg tidigare ett av Frankfurts första högre hus efter andra världskriget, det 68 meter höga Zürich-Haus från 1962.